# إرنست فينتر
إرنست فينتر (بالألمانية: Ernst Winter)‏ هو لاعب جمباز فني ألماني، ولد في 30 أكتوبر 1907 في فرانكفورت في ألمانيا، وتوفي في 1943.

## وصلات خارجية
- إرنست فينتر على موقع الاتحاد الدولي للجمباز (biography) (الإنجليزية)
- إرنست فينتر على موقع اللجنة الأولمبية الدولية (الإنجليزية)
- إرنست فينتر على موقع أوليمبيديا (الإنجليزية)